# أديمار فريدريكو دوي
أديمار فريدريكو دوي (11 يونيو 1938 - 12 مارس 2021) سياسي ورجل أعمال برازيلي. كان عضوًا في الجمعية التشريعية لسانتا كاتارينا خلال الدورة التشريعية الحادية عشر من 1987 إلى 1991.